# Milan (contre-torpilleur)
Pour les articles homonymes, voir Milan (homonymie).
Le Milan est un contre-torpilleur de la classe Aigle construit pour la Marine nationale française durant l'entre-deux-guerres.

## Historique
À la suite de l'invasion allemande de la Norvège en avril 1940, le Milan escorte deux convois transportant des troupes françaises des chasseurs Alpins à Namsos et Harstad entre le 18 avril et le 27 avril. Du 3 au 4 mai 1940, en compagnie des contre-torpilleurs français Chevalier Paul et Tartu et des destroyers britanniques Sikh et Tartar, il patrouille dans le Skagerrak, mais ne rencontre aucune unité allemande.
Le 15 juin, le navire transporte le général de Gaulle de Brest à Plymouth lors de la première étape de son voyage à Londres pour des entretiens avec le gouvernement britannique.
Après la l'armistice de la France, le Milan sert avec les forces navales vichystes. Il était à Casablanca au Maroc français lorsque les forces alliées envahirent l'Afrique du Nord française dans le cadre de l'opération Torch le 8 novembre 1942. Le navire lutta contre la Task Force 34 de la marine américaine pendant la bataille navale de Casablanca au cours duquel il s'échoua après avoir été touché par des obus du destroyer Wilkes,.